# Francisco González Bocanegra
Francisco De Paula González Bocanegra (San Luis Potosí, México, 8 de enero de 1824-Ciudad de México, 11 de abril de 1861), conocido como Francisco González Bocanegra, fue un poeta lírico, dramaturgo, crítico teatral, orador y articulista, autor de los versos del Himno Nacional de México, cuya música fue de la autoría de Jaime Nunó. Fue también fundador del Liceo de Hidalgo.

## Datos biográficos
Fue hijo de José María González Yáñez y de María Francisca Bocanegra Villalpando. Nació en San Luis Potosí; sin embargo, debido a que su padre era de origen español, fue desterrado a España con su familia en 1827. Se asentaron en la ciudad de Valencia hasta que, el 29 de diciembre de 1836, la familia regresó a San Luis Potosí, México, donde el joven Francisco se dedicó al comercio, tres años después de que España reconociera, el 28 de diciembre de 1836, la independencia de México (véase Tratado definitivo de paz y amistad entre México y España). El 8 de junio de 1854 se casó con su prima, Guadalupe González del Pino y Villalpando, con quien tuvo cinco hijas.

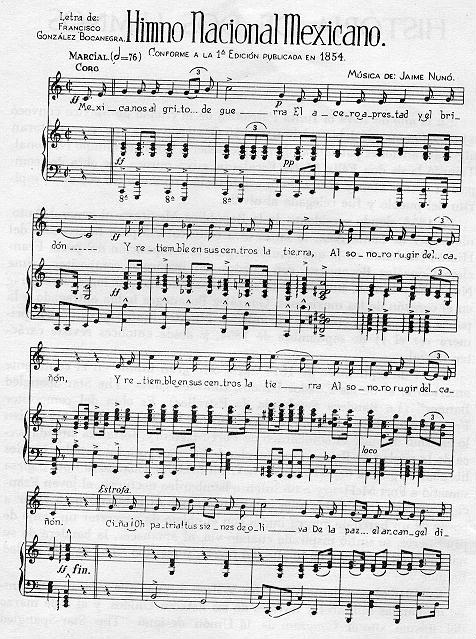

En México, frecuentaba los centros de reunión literaria, como la Academia de Letrán, en donde conoció a destacados poetas, literatos y periodistas. Dejó el comercio, e ingresó a la administración pública donde desempeñó diferentes cargos. Fue administrador general de caminos, censor de teatro y editor del Diario Oficial del Supremo Gobierno.
Separado de su familia, Francisco González Bocanegra enfermó de tifus, y murió en la Ciudad de México el 11 de abril de 1861. Sus restos se sepultaron en el Panteón de San Fernando y se trasladaron después a la Rotonda de los Hombres Ilustres, hoy Rotonda de las Personas Ilustres.

## Himno Nacional

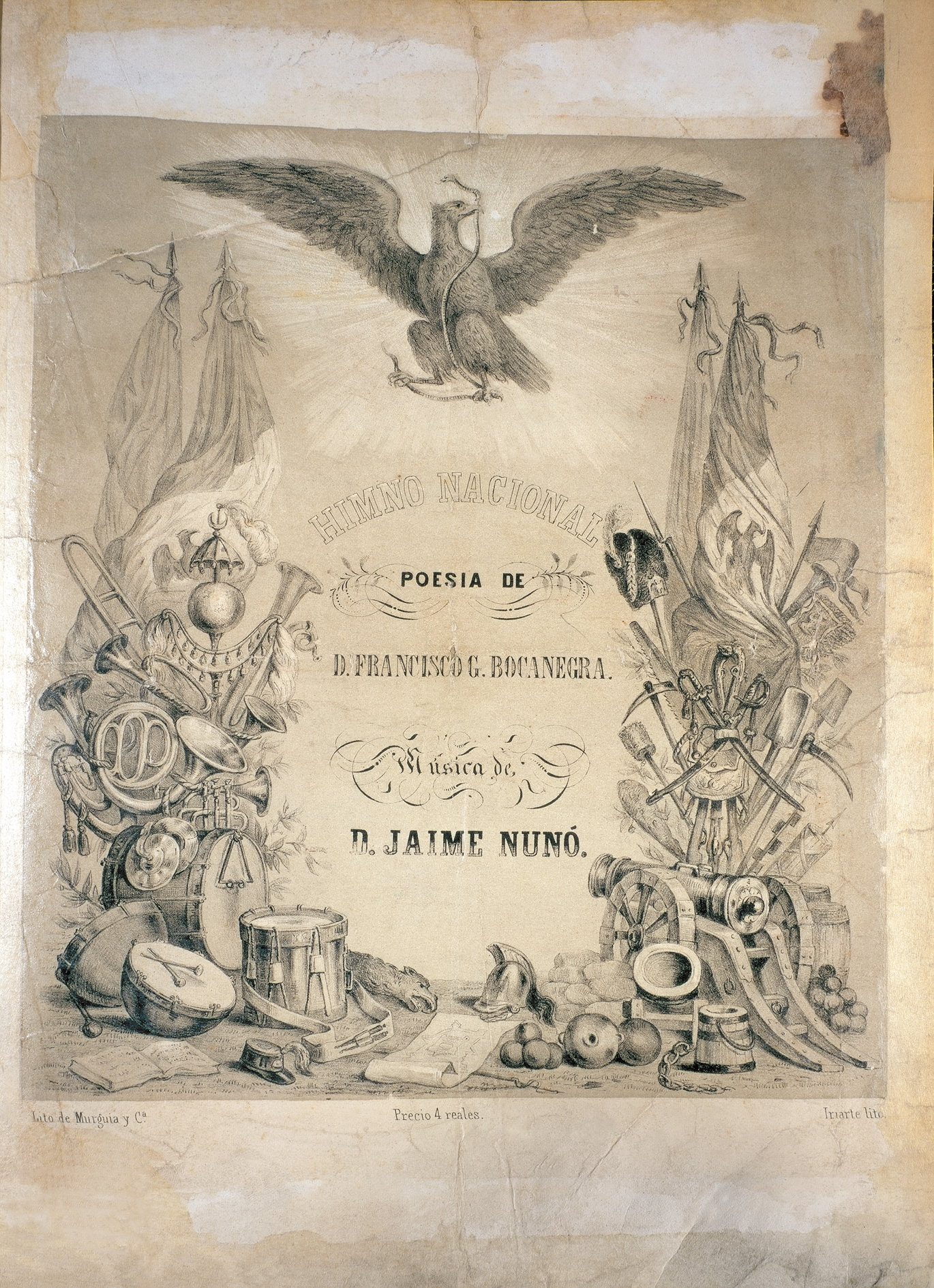

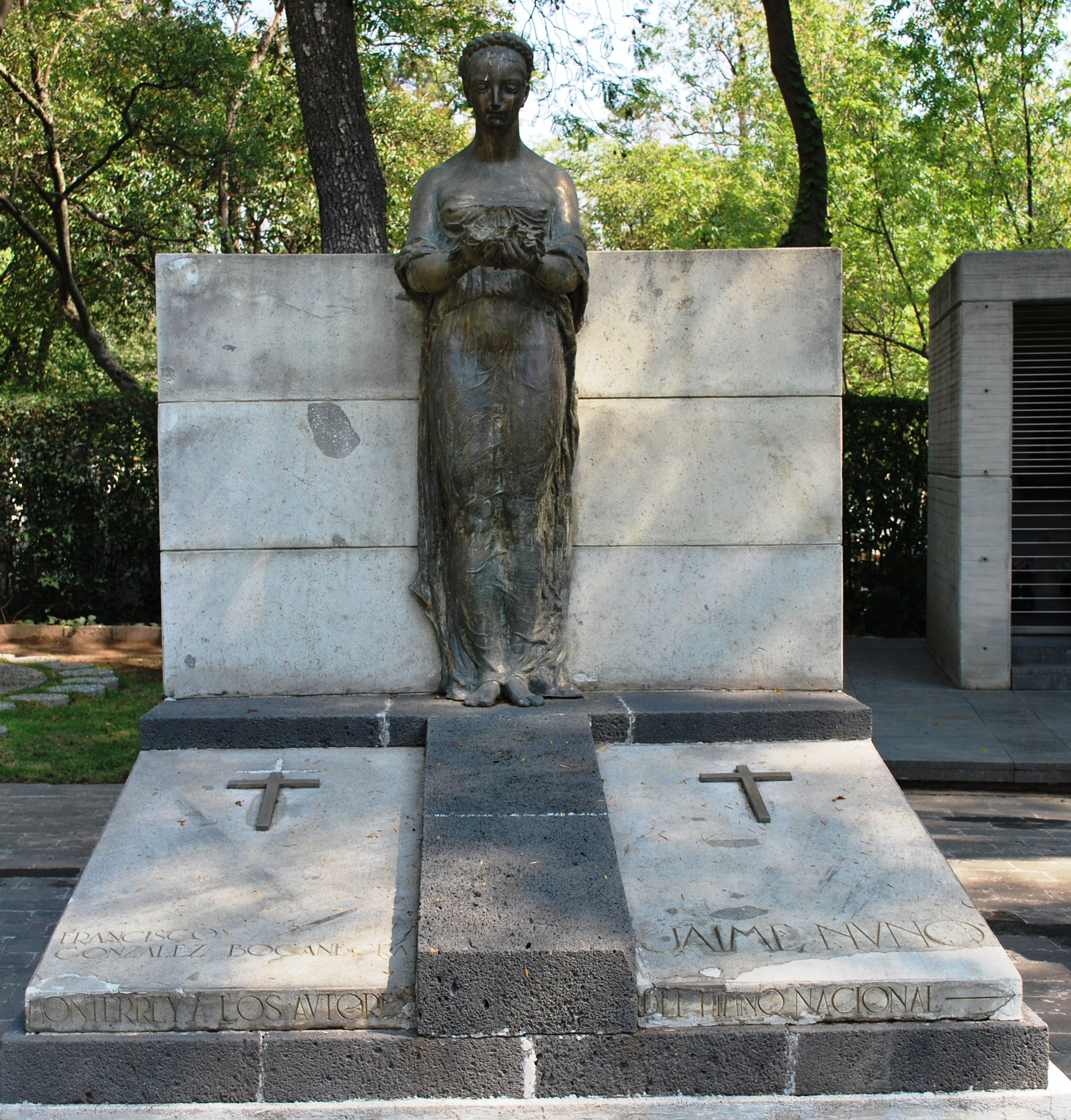
Sepulcro de Jaime Nunó y Francisco González Bocanegra, autores de la música y letra del Himno nacional mexicano, en la Rotonda de las Personas Ilustres, en la Ciudad de México.

El 12 de noviembre de 1853, el gobierno de Antonio López de Santa Anna lanzó una convocatoria mediante el Ministerio de Fomento, Colonización, Industria y Comercio, cuyo oficial mayor era Miguel Lerdo de Tejada. El objetivo era recibir composiciones poéticas entre las que habría de seleccionarse la letra del Himno Nacional Mexicano, y a la cual, posteriormente, se arreglaría la música de algún destacado maestro.[cita requerida]
Según una leyenda que no se ha confirmado, debido a que González Bocanegra no se animaba a escribir una composición para el concurso, su novia y prima Guadalupe González del Pino se propuso hacerlo concursar. Un día que llegó a visitarla a su casa (en el número 48 de la calle de Tacuba, en la Ciudad de México), lo invitó a pasar a una de las piezas de los interiores de su casa, y le mostró, sobre un escritorio, papel para escribir, y le dijo que no lo dejaría salir de ese cuarto sino hasta que hubiese compuesto la letra del Himno Nacional. Salió y cerró con llave la puerta. Y, después de cuatro horas de trabajo, esas páginas pasaron por debajo de la puerta cerrada. La letra original del himno consta de diez y  estrofas en octavas italianas con versos decasílabos y agudos en cuarto y octavo lugar y la cuarteta del coro con agudos en segundo y cuarto. Se prohibieron dos estrofas, dedicadas al emperador mexicano Agustín de Iturbide y al presidente Antonio López de Santa Anna.
Entre las 26 composiciones recibidas, el fallo del jurado favoreció a González Bocanegra; sin embargo, no se otorgó ningún premio al autor. El estreno oficial del himno se llevó a cabo el 16 de septiembre de 1854, con la música y bajo la batuta de Jaime Nunó, interpretado por la soprano Claudina Florentini y el tenor Lorenzo Salvi.

## Muerte
Contrajo tifoidea y murió en la Ciudad de México el 11 de abril de 1861, a los 37 años de edad. Los periódicos de la capital, en breves líneas, hablaron de la muerte del "joven poeta que tanto prometía".

## Publicaciones
- Francisco de Paula González Bocanegra: su vida y su obra (autobiografía)
- Vida del corazón (incluida en su autobiografía)
- Vasco Núñez de Balboa
- Faltas y expiación
- Censura de teatros, México, 1855.